# Новая Ульба
Новая Ульба (каз. Жаңаүлбі) — село в Глубоковском районе Восточно-Казахстанской области Казахстана. Входит в состав Фрунзенского сельского округа. Код КАТО — 634067500.

## Население
В 1999 году население села составляло 315 человек (150 мужчин и 165 женщин). По данным переписи 2009 года, в селе проживали 334 человека (175 мужчин и 159 женщин).